# Queercore

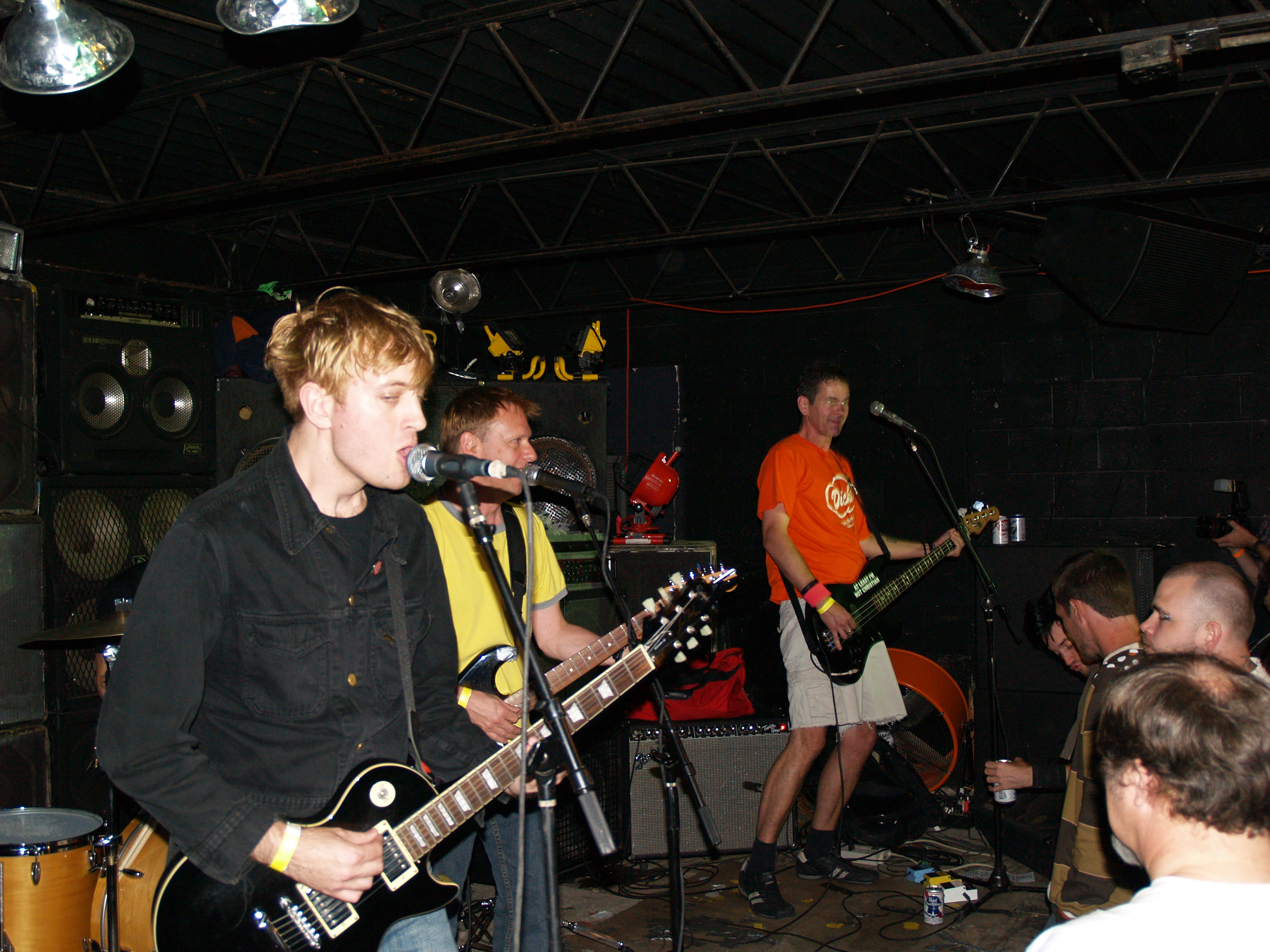
I Pansy Division nel 2007.

Il queercore è un movimento culturale, musicale e sociale relativo al genere punk rock, emerso durante la prima metà degli anni ottanta. Si distingue per le posizioni contro la società ed è sostenuto dalla comunità gay e lesbica, si esprime attraverso l'etica DIY tramite fanzine, musica, scrittura, arte e film.

## Origini
Il magazine J.D.s, creato da G.B. Jones e Bruce LaBruce, ebbe secondo molti un ruolo fondamentale nella nascita del movimento. Cresciuti con idee anarchiche, inizialmente i direttori di J.D.s scelsero il termine homocore per identificare il movimento, ma presto sostituirono homo con queer, per marcare la differenza sessuale degli appartenenti al movimento e distanziarsi dalla comunità gay e lesbica ortodossa.
Il primo numero della rivista fu pubblicato nel 1985, rapidamente seguito da un articolo su Maximumrocknroll intitolato Don't Be Gay. Molte fanzine furono ispirate dalle prime pubblicazioni, tra cui Holy Titclamps, diretta da Larry-bob, Homocore di Tom Jennings e Deke Nihilson, Chainsaw di Donna Dresch, Outpunk di Matt Wobensmith e, in Italia, Speed Demon di Flavio Magnani.

## Caratteristiche
Il queercore non è definito propriamente come un genere musicale punk preciso, ma come musica punk che tratta temi come il pregiudizio, l'oppressione e l'attrazione fra persone dello stesso sesso, e talvolta, come nel caso di Sta-Prest e Team Dresch, anche temi più convenzionali come il rifiuto delle regole della società.
I testi si differenziano dalla maggior parte del punk anche per il rifiuto del nichilismo e la celebrazione dell'omosessualità.